# 辛巴提奥斯
“亚美尼亚人”辛巴提奥斯或萨巴提奥斯（希臘語：Συμβάτιος/Σαββάτιος ὁ Ἀρμένιος）是860年代中期拜占庭帝国的一位贵族与高官。
辛巴提奥斯是“凯撒”巴尔达斯的女婿，后者在其外甥米海尔三世（842年−867年在位）在位后期是事实上的统治者。到了866年，辛巴提奥斯获封为“贵族”，并获得了“驿传尚书”（logothetes tou dromou）的职位。
尽管和巴尔达斯有此关系，但是因希望接任巴尔达斯的位置，他成为密谋对巴尔达斯进行暗杀（866年4月21日）的主要成员。当皇帝米海尔三世于5月26日公开为这一谋杀辩护时，声称辛巴提奥斯和另一位宫廷高官“马其顿人”巴西尔曾警告称巴尔达斯意图将其废黜。
然而，皇帝米海尔三世提拔了马其顿人巴西尔，而非辛巴提奥斯，后者不得不满足于担任色雷斯西亚军区的将军。866年夏，他在这里反叛，偕同奥普西金军区的乔治·佩伽尼斯对抗势力不断增强的巴西尔。叛乱于次年冬季被平定，其领导者也被囚禁。辛巴提奥斯在刑罚中失去了一只眼睛和他的右手，并被迫上街乞讨三天，承受公开羞辱，此后在家中拘禁。867年9月，巴西尔将米海尔三世暗杀，成为唯一的皇帝，却又释放了辛巴提奥斯和其他的反叛者，并归还了他们的财产。